# Dayou (häradshuvudort i Kina, Heilongjiang Sheng, lat 46,64, long 126,99)
Dayou (kinesiska: 大有, 大有街道, 北林区) är en häradshuvudort i Kina. Den ligger i provinsen Heilongjiang, i den nordöstra delen av landet, omkring 100 kilometer norr om provinshuvudstaden Harbin. Antalet invånare är 877 114. Befolkningen består av 436 585 kvinnor och 440 529 män. Barn under 15 år utgör 12,0 %, vuxna 15-64 år 79 %, och äldre över 65 år 7,0 %.
Runt Dayou är det ganska tätbefolkat, med 185 invånare per kvadratkilometer. Dayou är det största samhället i trakten. Trakten runt Dayou består till största delen av jordbruksmark.
Genomsnittlig årsnederbörd är 871 millimeter. Den regnigaste månaden är juli, med i genomsnitt 215 mm nederbörd, och den torraste är januari, med 9 mm nederbörd.